# Alina Harnas'ko
Alina Aljajksandraŭna Harnas'ko (in bielorusso Аліна Аляксандраўна Гарнасько?; Minsk, 9 agosto 2001) è una ginnasta bielorussa.

## Biografia
A livello juniores, Harnas'ko ha fatto parte della squadra della Bielorussia vincitrice della medaglia d'argento nel concorso generale e laureatasi campionessa nelle 5 palle agli Europei di Minsk 2015. L'anno successivo ha iniziato a competere da individualista, vincendo due ori nelle clavette e nella fune al Grand Prix junior di Mosca. Prende parte agli Europei juniores di Holon 2016, vincendo la medaglia d'argento nella gara a squadre e conquistando un altro secondo posto nella finale del cerchio.
Nel 2017 Alina Harnas'ko fa il suo debutto senior, continuando a confermarsi ad alti livelli con il secondo posto nella gara a squadre e la medaglia di bronzo vinta nella palla agli Europei di Budapest. Disputa i Giochi mondiali di Breslavia 2017 rimanendo ai piedi del podio con un doppio quarto posto nelle finali del cerchio e della palla, superata rispettivamente dall'israeliana Linoy Ashram (17.700 punti contro 17.650) e dalla connazionale Kacjaryna Halkina (17.250 punti contro 17.150). In seguito si colloca tredicesima nella finale del concorso individuale dei Mondiali di Pesaro 2017 e raggiunge pure la finale delle clavette piazzandosi settima.
Agli Europei di Baku 2019, insieme a Kacjaryna Halkina, Anastasija Salos, e alla squadra juniores bielorussa, vince la medaglia d'argento nel concorso a squadre con la Bielorussia. Da individualista riesce solamente a raggiungere la finale della palla concludendo in ottava posizione. Alla World Challenge Cup di Kazan' vince due bronzi a cerchio e clavette dietro a Dina e Arina Averina. Alla World Challenge Cup di Portimao vince il bronzo nell'all-around (dietro a Aleksandra Soldatova e Milena Baldassarri) e al cerchio (dietro a Alexandra Agiurgiuculese e la connazionale Anastasija Salos).
Ai campionati mondiali di Baku 2019 Alina Harnas'ko ottiene la sua prima medaglia in questa competizione classificandosi al terzo posto con la squadra bielorussa, formata insieme alle compagne Halkina e Salos. A livello individuale è sesta nelle clavette e nel nastro, mentre nel concorso generale viene superata dalle connazionali Halkina e Salos che guadagnano così la qualificazione alle Olimpiadi di Tokyo 2020.
Harnas'ko diventa vicecampionessa europea individuale arrivando seconda ai campionati di Kiev 2020 dietro l'israeliana Linoy Ashram che, a parità di punteggio (100.900 punti), ha prevalso grazie alle minori deduzioni tecniche sull'esecuzione.
Agli Europei di Varna 2021 si classifica sesta nell'all around con un punteggio di 102.800, mentre è terza nella palla e seconda nel nastro. Vince anche un argento nella gara a squadre.
Ottiene una medaglia di bronzo alle Olimpiadi di Tokyo 2020, sfoderando una prestazione di altissima caratura: 26.500 il suo punteggio al cerchio, 27.500 nell'esercizio con la palla, 27.600 alle clavette, 21.100 quello ottenuto al nastro nella quarta rotazione. Il totale di 102.700 le ha consentito di salire sul gradino più basso del podio nel corso di un'emozionante cerimonia di premiazione.
Ai Mondiali di Kitakyushu 2021 vince l'argento nella finale all around e diventa anche campionessa mondiale al nastro, superando Dina Averina e diventando la prima ginnasta non russa a vincere un oro mondiale dal 2013. Vince anche un argento al cerchio e un bronzo alla palla.

## Palmarès
- Campionati mondiali di ginnastica ritmica

Baku 2019: bronzo nella gara a squadre.
Kitakyushu 2021: oro al nastro, argento al cerchio e nell'all around e bronzo alla palla.
- Campionati europei di ginnastica ritmica

Budapest 2017: argento nella gara a squadre, bronzo nella palla.
Baku 2019: argento nella gara a squadre.
Kiev 2020: argento nell'all-around.
Varna 2021: argento al nastro e nella gara a squadre, bronzo alla palla.
- Europei juniores

Minsk 2015: oro nelle 5 palle, argento nell'all-around della gara a squadre.
Holon 2016: argento nella gara a squadre e nel cerchio.